# Эскадренные миноносцы типа «Финн»
Эскадренные миноносцы типа «Финн» — тип эскадренных миноносцев, строившихся в 1904—1906 годах для Российского Императорского флота на стапелях Сандвикского корабельного дока в Гельсингфорсе и на Путиловском заводе в Санкт-Петербурге. Проект фирмы Шихау представлял собой слегка увеличенный проект миноносца типа «Бдительный». До 10 октября 1907 года классифицировались как минные крейсера. Всего было построено 4 корабля этого типа.

## Конструкция

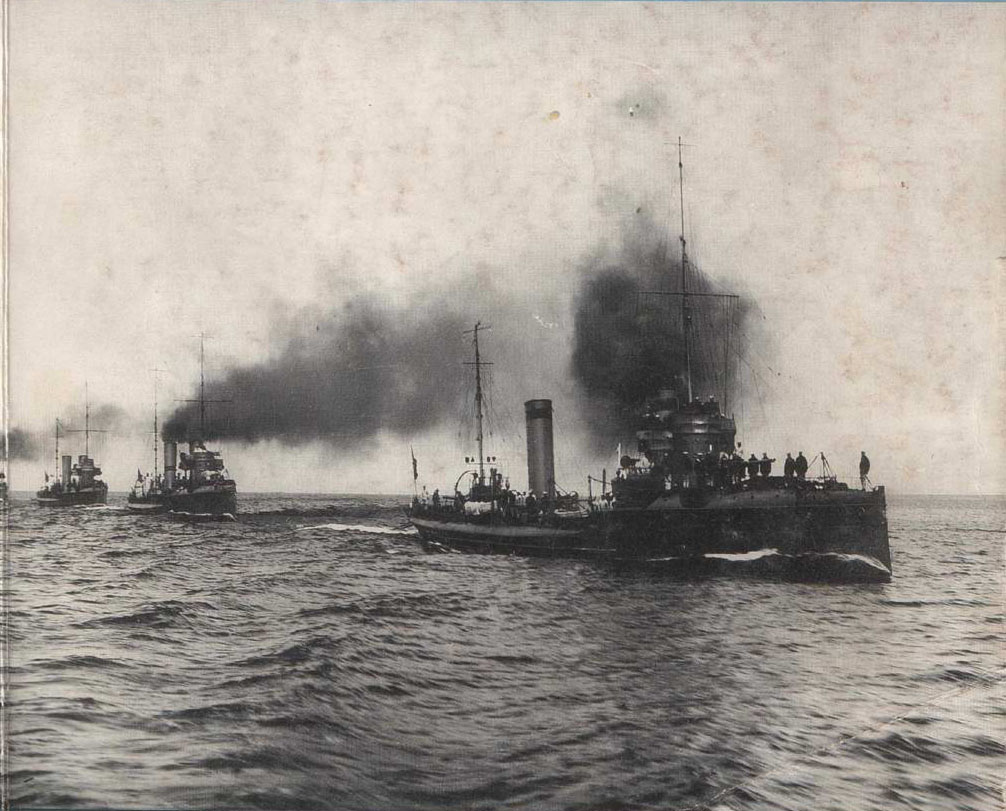
Русские миноносцы в кильватерном строю. Первый Доброволец, за ним Москвитянин и Эмир Бухарский.

«Шихау» применила свою «фирменную» компоновку машинно-котельной установки с центральным расположением попарно установленных паровых машин. Котлы располагались в двух группах — одна позади, другая впереди машин. Такое расположение позволяло легко решать задачи проектной дифферентовки всех составляющих весовой нагрузки, но было неудобным для эксплуатации. Увеличивалась длина линии гребного вала, протянувшейся почти на половину длины корпуса. Это требовало увеличить сечение валов и увеличить число опорных подшипников. Длинные гребные валы были более чувствительны к общему прогибу корпуса, осложнилось их обслуживание, увеличился риск их повреждений при авариях корабля.

## Модернизации
На месте 75-мм орудий установили новые 102-мм (снижение скорости и остойчивости заставило от третьего орудия отказаться). Эти пушки (вес снаряда 14,1 кг) могли стрелять на расстояния до 60 каб (17,5-кг снарядами обр. 1911 — 54 кабельтова) при угле возвышения 15°. В более поздних модификациях дальность лёгкими снарядами при угле возвышения 25° довели до 95 каб, а при 30° до 112 каб (17,5-кг снарядами обр. 1911 — 88 кабельтовых). Одновременно с переходом на тяжёлый снаряд в 1914 году под тумбу орудия был поставлен барабан высотой 200 мм. Благодаря его установке удалось увеличить угол возвышения орудия до 20°.

## Представители
| Название         | Заложен   | Спуск           | В строю        | Флот | Статус                           |
| ---------------- | --------- | --------------- | -------------- | ---- | -------------------------------- |
| «Финн»           | июнь 1904 | 22 марта 1905   | 4 августа 1906 | БФ   | Исключён из списков в 1925 году. |
| «Эмир Бухарский» | июнь 1904 | 30 декабря 1904 | 1 августа 1905 | БФ   | Исключён из списков в 1925 году. |
| «Москвитянин»    | июнь 1904 | 7 мая 1905      | 20 июня 1906   | БФ   | Исключён из списков в 1920 году. |
| «Доброволец»     | июнь 1904 | 29 мая 1905     | 22 июня 1906   | БФ   | Исключён из списков в 1917 году. |